# Ricardo Munguía Padilla
Ricardo Munguía Padilla (Città del Messico, 3 aprile 1945 – Città del Messico, 17 febbraio 2007) è stato un calciatore messicano di ruolo difensore. Era soprannominato Ringo.

## Biografia
Calciatore professionista in Messico e Stati Uniti d'America, anche i figli Ricardo e Reynoldo Munguía Pérez seguirono le orme paterne, divenendo anch'essi calciatori. Munguía è morto nel febbraio 2007 per un arresto cardiorespiratorio.

## Carriera
Dal 1960 al 1968 gioca nell'América, con cui vince il campionato 1965-1966 e due coppe del Messico, nel 1964 e 1965.
Nel 1968 si trasferisce negli Stati Uniti per giocare con i californiani dei San Diego Toros, impegnati nella stagione d'esordio NASL. La squadra, dopo aver vinto la propria Division, raggiunse la finale del torneo perdendola contro gli Atlanta Chiefs.
La stagione seguente passa ai Dallas Tornado, ottenendo il terzo posto finale, mentre nel successivo torneo Munguía con la sua squadra non supera la fase a gironi, chiudendo la Southern Division al terzo ed ultimo posto.
Nel 1970 torna in patria per giocare nel Veracruz, giocando cinque stagioni nella massima serie messicana.
Nella stagione 1974-1975 passa al Ciudad Madero, club con cui retrocede in cadetteria al termine del campionato.
Nella stagione seguente scende di categoria per giocare nel San Luis, club con cui vince il campionato, ottenendo la promozione in massima serie. Chiuderà la carriera al San Luis per una lesione al ginocchio.
Lasciato il calcio giocato, allena varie squadre dilettantistiche; nella stagione 1989-1990 è assistente tecnico di Fernando Blanco al Veracruz.

## Palmarès
- Campionato messicano: 1

América: 1965-1966
- Coppa del Messico: 2

América: 1963-1964 e 1964-1965
- Segunda División (Messico): 1

San Luis: 1975-1976